# Peder Benzon (1652-1701)
 Der er flere personer med dette navn, se Peder Benzon (1684-1735).
Peder Benzon (29. september 1652 i Aalborg – 25. juni 1701 på Havnø) var en dansk godsejer, far til bogsamleren Niels Benzon.
Han var søn af lægen Niels Benzon og broder til generalprokurør Niels Benzon (d. 1708), sammen med hvem han først gik i Aalborg Skole og senere i Herlufsholms, hvorfra han 1664 blev student. Han lagde sig efter det juridiske studium, som han også dyrkede på en udenlandsrejse. Ved sin hjemkomst blev han assessor i Kommercekollegiet og 1686 kancelliråd; 1679 optoges han i adelsstanden. Benzon var en meget rig mand og ejede i Jylland herregårdene Ågård, Aggersborggård, Korsøgård samt Havnø, hvor han døde «meget hasteligen» 25. juni 1701.
Benzon var to gange gift, 1. (1679) med Drude Foss (1658-1684), datter af biskop Matthias Foss, og 2. (1688) med Margrethe Rantzau, d. 1699, 33 år gammel, datter af oberst Frants Rantzau til Estvadgård.